# Escola Pública de les Planes
L'Escola Pública de les Planes és un centre educatiu de les Planes d'Hostoles (Garrotxa). L'edifici és una obra modernista inclosa a l'Inventari del Patrimoni Arquitectònic de Catalunya.

## Edifici
Edifici d'una sola planta format per tres cossos, un de central i dos adossats a cada costat. La façana és bastant adornada. Al mig del cos central hi ha l'escut del municipi realitzat en pedra treballada, i en diferents llocs i a les cantoneres hi ha detalls realitzats en ceràmica, en groc o verd, on hi ha dibuixat l'escut amb les quatre barres. L'escola està envoltada per una petita muralla i té alguns detalls en realitzats en ferro forjat.
Hi ha una placa d'homenatge a Tomas Gelons i Lladó per haver donat els terrenys. Datada al MCMXVIII, tot i que la gent gran del poble diu que es va construir del 1921 al 1925. Correspon al període en què la construcció de les escoles anava a càrrec de l'antiga Generalitat.
L'any 2018 van celebrar el centenari de l'edifici.